# ジョン・ウィザースプーン

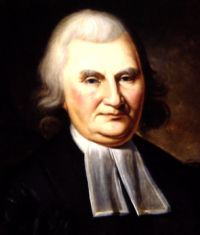
ジョン・ウィザースプーン

ジョン・ウィザースプーン（英: John Witherspoon、1723年2月5日 - 1794年11月15日）は、アメリカ合衆国の牧師、教育者である。ニュージャージーの代表としてアメリカ独立宣言に署名した。この署名者達の中では唯一の現役牧師かつ大学の学長であった。

## 生い立ちおよびスコットランドでの聖職
ジョン・ウィザースプーンはスコットランドのイースト・ロージアン州イェスター郡ギフォードで、ジェイムズ・アレクサンダー・ウィザースプーン牧師と妻のアン・ウォーカーの最初の子供として生まれた。家系はエアーのジョン・ウェルシュとジョン・ノックスの子孫であった。ウィザースプーンはハディントンのグラマー・スクールに通い、1739年にはエディンバラ大学で文学士号を得た。神学を研究するために大学に残った。
1745年から1746年にかけて起こったジャコバイトの反乱に反対し、フォルカークの戦い (Battle of Falkirk Muir) でジャコバイトが勝った後は、短期間、ドゥーン城に監禁され、この時に害した健康がその後も長く尾を引いた。
エアーシアのビースでスコットランド教会（長老派）の牧師となり (1745-1758)、そこでエリザベス・モンゴメリーと結婚した。夫妻には10人の子供が生まれたが、5人だけが成長した。1758年から1768年には、ペイズリーのレイ・カーク（Low Church）の牧師を務めた。
穏健党に対する福音派の中の反対者として教会の中でも著名な者となった。2期の牧師職の間に3件の神学に関する著名な作品を書いたが、その中でも風刺的作品『聖職者に関する特徴』はフランシス・ハチソンの哲学的な影響力に反対するもので顕著となった。ファイフ州のセント・アンドルーズ大学からは神学博士号を授けられた。

## プリンストン
ペイズリーで会ったベンジャミン・ラッシュとリチャード・ストックトンの要請で、アメリカのプリンストンにあった小さな長老派系のニュージャージー大学で学長と主任教授になることを受入れ（1766年には一旦辞退した）、1768年、45歳で家族を連れてニュージャージーに移住し、将来プリンストン大学となる大学の第6代学長に就任した。弁論学、純文学、年代学および神学など幾つかの教科を受け持ったが、中でも必修科目としての道徳哲学より重要なものはなく、牧師、弁護士および政府の役職を目指す者には重要と考えた。その指導力は確固としたものがあったがユーモアのセンスもあり、またセント・アンドルーズ大学などスコットランドの大学で使われていた教授細目の形成や大学組織など幾つかの制度改革を行った。教授や学生、とりわけジェームズ・マディソンやアーロン・バーなどの間で大変人気があった。当時の大学の主要な役目は牧師を育てることだったので、アメリカにおける初期長老派教会では中心となる指導者になった。
プリンストン大学でウィザースプーンが育てた学生の中から、37人の判事が育ち、その中の3人は最高裁の判事になった。また10人は連邦政府で閣僚となり、12人は大陸会議代表、28人は上院議員、49人は下院議員となった。そのうちの一人アーロン・バーは副大統領に、ジェームズ・マディソンは大統領になった。これらの人や他にも多くの者が新生間もない共和国で重要な影響力を行使した。1789年にアメリカにおける長老派教会の総会が開かれたとき、188人の代議員のうち52人はウィザースプーンの下で学んだ者だった。これらの人々の大半で共有された制限された政府という哲学は、大部分ウィザースプーンの影響によるものであった。
プリンストンではナッソー長老派教会の設立にも貢献した。

## アメリカ独立戦争
ウィザースプーンはスコットランド生まれの者として長い間イギリス王室の権力を心配しており、間もなくアメリカの独立を支持するようになって、1776年初期には通信、安全の各委員会に参加した。説教集『人々の熱情に関わる神意の支配』が出版されて版を重ね、ニュージャージー邦代表団の一人として大陸会議代議員に選ばれ、1776年7月には独立議案に賛成票を投じた。この国はまだ独立の用意ができていないという反対の声に答えて、伝統に従い、「手段として熟しているだけでなく、それを欲する者にとって腐ってしまう危険性すらある」と答えた。

アメリカ独立宣言の草稿を提出する様子（ジョン・トランブル画『独立宣言』）。ウィザースプーンは大きなテーブルに面した背景で右から2番目に座っている 。

ウィザースプーンは大陸会議に1776年6月から1782年11月まで代議員を務め、最も影響力ある一員で並外れた活力ある推進者となった。100以上の委員会に参加したが、最も顕著で強力な立場の委員会は戦争委員会や機密通信あるいは外務の委員会であった。議論の中でもしばしば発言し、連合規約の草稿作成に貢献し、執行府の組織化に関わった。また外務方針の形成に大きな役割を果たし、和平交渉委員に対する指示書を書いた。紙幣の洪水と戦い、分割償還条項の無い債権の発行に反対した。「誰でも言うように金が無ければ何も成し得ない」と書いた。
1778年11月、イギリス軍が接近してくると、ニュージャージー大学を閉ざし明け渡した。主要な建物であるナッソーホールはひどく破壊され個人的な論文や注釈は失われた。戦後は建物の再建に責任があり、個人的にも財政的にも困難な事態となった。ニュージャージー邦議会でも2期務め、アメリカ合衆国憲法の批准会議ではその採択を強く支持した。

## 死と埋葬
ウィザースプーンは目を負傷し1792年までに視力が失われた。1794年にプリンストンのすぐ郊外にあるタスカラムの自分の農園で死に、プリンストン墓地に埋葬されている。71歳だった。

## 遺産
ウィザースプーンが説教壇から説いた理念と教室で教えた概念はその死後も生き残った。ワシントンD.C.にある銅像で記念されている。義理の息子で下院議員のデイビッド・ラムゼイは1783年3月18日にフランシス・ウィザースプーンと結婚した。もう一人の娘アンはサミュエル・スタンホープ・スミスと結婚し、スミスがプリンストン大学の学長を継いだ。
スコットランドの彫刻家アレクサンダー・ストッダートが制作したプリンストン大学の銅像は、スコットランドのペーズリーにある西スコットランド大学の外にあるものと双子である。ペーズリーウィザースプーンが成人してからある期間ペーズリーに住んだことに敬意を表し、町の中心に新しく作った通りをウィザースプーンに因んで名付け、彼の記念とした。今日のプリンストンでは1877年に建てられた学寮、大学の表門から北に延びる通り、および地元の公立中学校がウィザースプーンの名を冠している。ワシントンD.Cのデュポン広場近くには別の銅像が立っている。
アメリカに移住した者でウィザースプーンと名乗る者は多い。今日、ジョン・ウィザースプーン牧師の男系子孫は、唯一の男の孫であるジョン・ウィザースプーン（1790年生まれ）の子孫でもある（娘のフランシス・ラムゼイとアン・スミスはどちらも息子を生んだ）。アメリカの女優リース・ウィザースプーンはジョン・ウィザースプーンの子孫の一人である。